# Publius Postumius Albinus Regillensis (tribun consulaire en -414)
Pour les articles homonymes, voir Postumius Albus.
Publius Postumius Albinus Regillensis est un homme politique romain, tribun militaire à pouvoir consulaire en 414 av. J.-C.

## Famille
Il est membre des Postumii Alb(in)i Regillenses, branche de la gens patricienne Postumia. Il est le fils d'Aulus Postumius Albus Regillensis, consul en 464 av. J.-C. et le petit-fils d'Aulus Postumius Albus Regillensis, consul en 496 av. J.-C. Son nom complet est Publius Postumius A.f. A.n. Albinus Regillensis. Il est le frère de Marcus Postumius Albinus Regillensis, tribun consulaire en 426 av. J.-C. et censeur en 403 av. J.-C..
Les auteurs antiques ne s'accordent pas sur son praenomen. Les Fastes capitolins donnent Publius, Tite-Live utilise Marcus et Diodore de Sicile l'appelle Tiberius.

## Biographie
Publius Postumius devient tribun consulaire en 414 av. J.-C. avec Cnaeus Cornelius Cossus, Quintus Fabius Vibulanus et Lucius Valerius Potitus pour collègues. L'année précédente, les Èques de Bolae ont attaqué Labicum, ville latine alliée de Rome, mais ont perdu leur capitale, restée isolée. Tous les Èques déclarent alors la guerre à la République romaine et reprennent Bolae pour s'y fortifier. Publius Postumius affronte les Èques et après une campagne rapide, il s'empare de nouveau de Bolae. Toutefois, une fois la ville conquise et contrairement à sa promesse, Publius Postumius refuse de procéder au partage du butin entre les soldats. À Rome, le tribun de la plèbe Marcus Sextius attaque les tribuns consulaires et propose une loi agraire prévoyant la colonisation de Bolae, relançant une proposition du tribun Lucius Decius qui avait été bloquée l'année passée. Publius Postumius, soutenu par les patriciens, s'y oppose et menace de décimer son armée. Publius Postumius et son questeur Publius Sestius sont mis à mort par leurs troupes mutinées,.